# Laurent Lefèvre

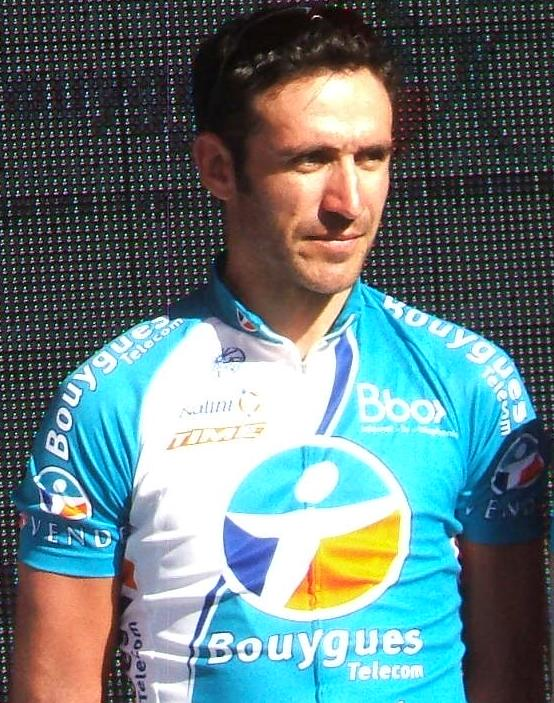
Laurent Lefèvre bei der Tour Down Under 2009

Laurent Lefèvre (* 2. Juli 1976 in Maubeuge) ist ein ehemaliger französischer Radrennfahrer.

## Sportliche Karriere
Lefèvre begann seine Profikarriere 1997 beim französischen Radsport-Team Festina. Nach drei Jahren ohne nennenswerten Erfolge wechselte er zu Cofidis, blieb aber weiterhin ohne Erfolge. 2002 wechselte er zum französischen Team Jean Delatour nennt.
2003 konnte Lefèvre jeweils eine Etappe der Bayern-Rundfahrt und beim Critérium du Dauphiné Libéré gewinnen.
Zehn Mal nahm Laurent Lefèvre an der Tour de France teil, wobei sein bestes Ergebnis der 34. Gesamtrang 2002 war. 2006 schaffte er mit dem 38. Rang eine ähnliche Leistung. Bei der Tour de France 2007 kam er auf der 18. Etappe mit einer Ausreißergruppe ins Ziel und erreichte den dritten Platz. Zwei Jahre später kam er auf der 12. Etappe ebenfalls bei einem Ausreißversuch auf den zweiten Rang.
Nachdem er beim Bouygues Télécom keinen neuen Vertrag erhalten hatte, beendete Lefèvre 2011 seine Karriere.

## Erfolge
1997
- Prueba Villafranca de Ordizia
- eine Etappe Vuelta Ciclista de Chile

2002
- Grand Prix de Plumelec-Morbihan
- Grand Prix de Villers-Cotterêts

2003
- 5. Etappe Bayern-Rundfahrt
- 5. Etappe Dauphiné Libéré

## Teams
- 1997–1999: Festina
- 2000–2001: Cofidis
- 2002–2003: Jean Delatour
- 2004: Brioches La Boulangère
- 2005–2008: Bouygues Télécom
- 2009–2010: Bbox Bouygues Télécom